# Zbór Kościoła Chrześcijan Baptystów w Chorzowie
Zbór Kościoła Chrześcijan Baptystów w Chorzowie – zbór Kościoła Chrześcijan Baptystów w RP działający w Chorzowie przy ulicy Dąbrowskiego 27/1.
Nabożeństwa odbywają się w każdą niedzielę o godzinie 11:00.

## Historia
Działalność baptystów na terenie Chorzowa była prowadzona od 1911. Został tu utworzony zbór, funkcjonujący jako samodzielna jednostka do 9 marca 1924, kiedy to został włączony w struktury zboru w Katowicach. 
Początkiem 1945 została powołana placówka katowickiego zboru w Chorzowie z siedzibą przy ul. św. Jacka 1. Nabożeństwa prowadzone były przy ul. Piastowskiej 15 w niedziele i środy, udział brało w nich średnio około 65 wiernych. Decyzją Wydziału Informacji i Propagandy Zarządu Miasta Chorzowa 28 kwietnia 1945 zaprzestano prowadzenia nabożeństw, a warunkiem ich wznowienia miało być okazanie Wydziałowi potwierdzenia rejestracji oraz zgody na sprawowanie posług. 6 maja 1945 wystosowane zostało odwołanie od tej decyzji.
Według danych na 1 stycznia 1950 placówka liczyła 158 wiernych. 
Po zakończeniu działalności tej jednostki, funkcjonowanie baptystycznej wspólnoty na terenie miasta zostało wznowione w 2005, kiedy to została tu powołana placówka III Zboru Kościoła Chrześcijan Baptystów we Wrocławiu. Wierni spotykali się początkowo w mieszkaniu należącym do pastora. 6 maja 2007 wspólnota otwarła kościół urządzony w lokalu przy ul. Dąbrowskiego 27/1. W grudniu 2019 dotychczasowa placówka stała się samodzielnym zborem.